# Peter Hagerstein
Peter Hagerstein, né en 1757 à Helsinki et mort en 1810 à Papeete, est un marin, traducteur et militaire finlandais. Engagé dans la Royal Navy britannique, il est présent à Tahiti entre 1793 et 1810 et devient un important intermédiaire entre les missionnaires britanniques présents sur l'île et le roi Pōmare II de Tahiti.

## Biographie
On sait peu de choses de sa vie avant son atterrissage à Tahiti. Selon certains historiens, son vrai nom et prénom étaient Pehr Hagersten. James Wilson, capitaine du navire britannique Duff (en), qui est arrivé à Tahiti en mars 1797, a rapporté qu'il a dit qu'il était en fait originaire d'Helsinki en Finlande, qu'il était connu comme Pierre le Suédois parce qu'à cette époque le territoire était soumis à la couronne de Suède.
On sait qu'il était marin sur le Daedalus, navire de ravitaillement de l'expédition de George Vancouver, il servait donc dans la marine britannique. En février 1793, lorsque le navire a été trouvé à quai à Tahiti lors de son voyage de l'Amérique du Nord à la Nouvelle-Galles du Sud, il déserte et s'installe sur place. Il y rencontre un autre marin lui aussi suédois, Andrew Cornelius Lind, naufragé du Matilda qui, avec cinq autres hommes, avait refusé d'être rapatrié par le HMS Providence (1791) de William Bligh en juillet 1792.
Hagerstein a songé à reconstruire une vie sur l'île et a lentement commencé à apprendre la langue tahitienne, jouant de plus en plus l'activité intermédiaire entre les Tahitiens et les visiteurs européens, en particulier avec les missionnaires de la London Missionary Society. Bien qu'il ne se soit jamais marié, il a cohabité avec une femme locale nommée Tanno Manno qui a enseigné aux missionnaires l'utilisation de la langue tahitienne. Sa renommée devint si étendue que le roi Pōmare Ier de Tahiti voulut le rencontrer dans les dernières années de son règne et l'engagea comme son interprète officiel à la cour. Le fils de ce dernier, Pōmare II, l'a également engagé en tant que stratège militaire pour le secteur maritime dans la guerre qu'il a mené contre les dirigeants locaux rivaux, notamment en exploitant les connaissances qu'il apportait sur l'utilisation des armes européennes. Entre autres choses, il a mis en place un commerce local en organisant une vente de porc entre Tahiti et la Nouvelle-Galles du Sud.